# ساي-هب
ساي هب (بالإنجليزية: Sci-Hub) هو مستودع على الإنترنت لأكثر من 48,000,000 ورقة ومقالة أكاديمية علمية، متاحة عبر موقع الويب الخاص بالمستودع. تضاف الأوراق البحثية الجديدة يوميًّا بعد الولوج إليها من وكلاء edu. أسست طالبة الدكتوراه الكازاخية ألكسندرا إلبكيان المستودع في سبتمبر 2011، جاء المستودع كرد فعل على التكلفة العالية للوصول إلى الأوراق البحثية التي تعوقها جدران الدفع Paywall، قد تصل إلى 30$ دولارًا أمريكيًّا عند شراء كل ورقة بحثية منفردة. في 2015 قدَّمت إلزفير شكوًى قانونية في مدينة نيو يورك تتهم فيها ساي هب بالتعدي على حقوق النسخ الخاصة بها.

## التاريخ
بدأ مشروع ساي-هب بالعمل في 5 سبتمبر 2011، أسسته ألكسندرا إلبكيان، وهي مطورة برمجيات وباحثة في التقنيات العصبية من كازخستان، وذلك بهدف تعزيز نشر المعرفة بالسماح لعدد أكبر من الناس بالوصول إلى المحتوى الذي تحجبه جدران الدفع. جرى تعليق اسم النطاق الأصلي للمستودع Sci-Hub.org في نوفمبر 2015 بأمر من المحكمة. وعاد المشروع للظهور مرة أخرى في نفس الشهر تحت نطاق io.
اكتسب الموقع شهرة واضحة في البلدان النامية مثل الهند وإندونيسيا، وكذلك في باكستان وإيران والصين ووروسيا والبرازيل. وكان توفير الوصول إلى الأوراق البحثية للبلدان والمؤسسات الأقل غنًى هو الهدف الرئيسي لإنشاء الموقع، إذ قالت ألكسندرا أنها كانت تشارك الأبحاث العلمية دون إذن عندما كانت تجري أبحاثًا في جامعة في كازخستان، وذلك لحاجة الاطلاع على مئات الأوراق البحثية.
وساي-هب هو أول موقع معروف يتيع الوصول الآلي والمجاني على نطاق واسع للمقالات والأوراق العلمية المحمية بحوائط مالية. في السابق، كان الباحثون يطلبون ويتشاركون الأبحاث العلمية عبر التراسل إلكترونيًّا على نحو مباشر مع مؤلفي الأوراق العلمية أو مع باحثين آخرين، أو بطلب الأبحاث العلمية عبر منتدى بحثي على الإنترنت أو شبكات التواصل الاجتماعي، مثل وسم #ICanHazPDF على توتر.

## موقع الويب

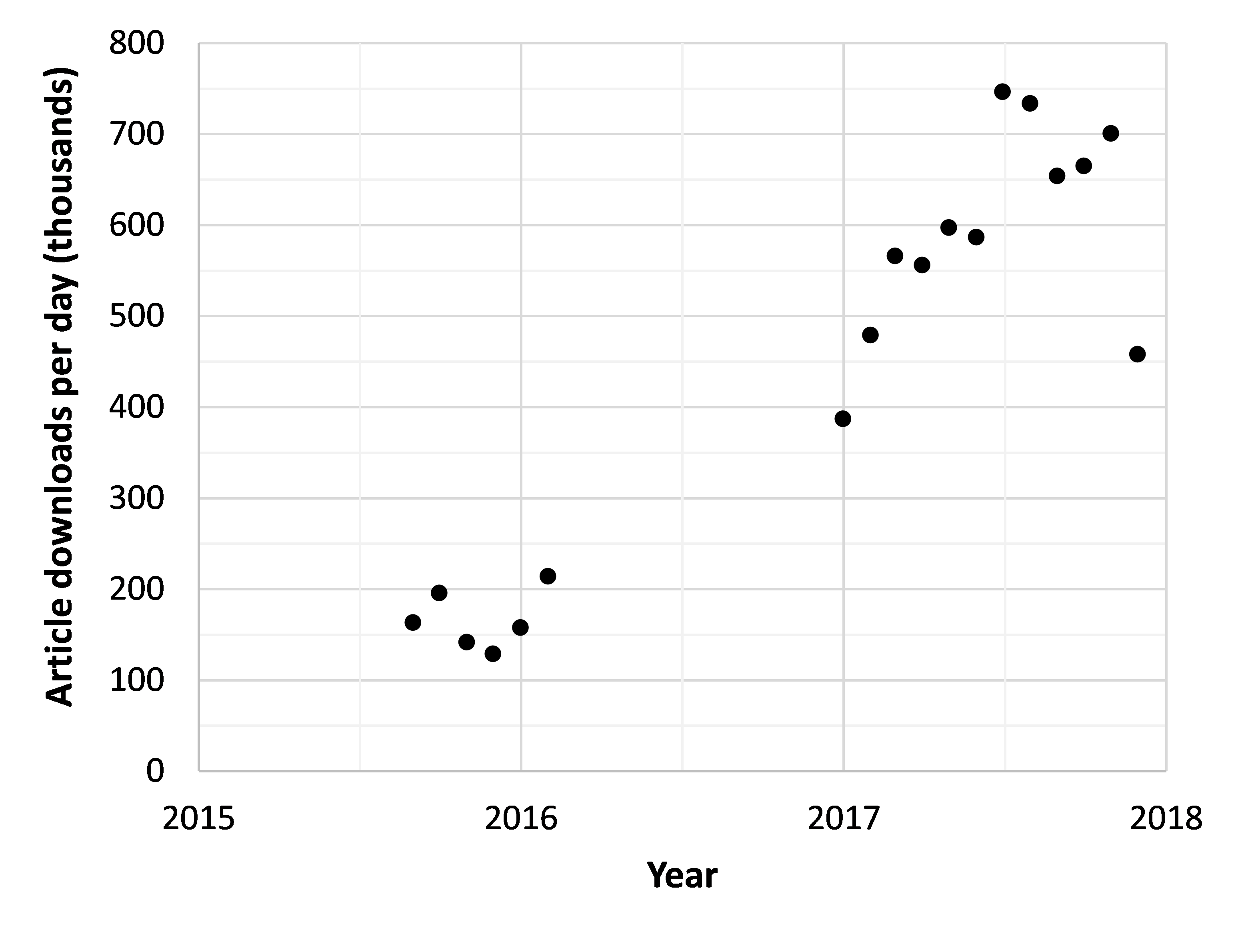
معدل تنزيل المقالات على sci hub استنادًا إلى البيانات من: النشر = مستودع Github =.

يتيح ساي-هب للقراء الوصول إلى المقالات دون اشتراك أو دفع أي مبلغ نقدي. في فبراير 2016، كان الموقع يخدم 200,000 طلب كل يوم، وفقًا لمشغليه. وبحسب مؤسسته ألسكندرا إلبكيان، كان الموقع يتلقى 80,000 زائر في اليوم في المتوسط قبل أن يُعلَّق اسمه الأصلي Sci-Hub.org.
يحصل المستودع على المقالات المطلوبة أول مرة بالمرور على جدران الدفع ذات الصلة بالمقالات واسترجاع المقالات من مصادرها الأصلية. وهذا بفضل مجموعة من الاشتراكات التي تبرع بها أكاديميون مجهولون حول العالم للموقع. ولدى ساي-هب اشتراكات تمكنه من الوصول إلى محتويات منشورة في JSTOR وSpringer وSage وElsevier بالإضافة إلى آخرين. في 2013، بدأ ساي-هب تعاونًا مع Library Genesis لايبراري جنسس، وهو مستودع للكتب والوثائق التعليمية مستضاف في روسيا. في إطار هذا التعاون، إذا كانت الورقة العلمية المطلوبة متوفرة في لايبراري جنسس، تُقدَّم إلى المستخدم. وإن لم تكن موجودة هناك، يُنَزِّلها ساي-هب ويشارك نسخة منها مع لايبراري جنسس لاستخدامها مستقبلًا.

## الدعوى القضائية
المستودع الآن طرف في قضية مع إلزفير: إلزفير وآخرون ضد ساي-هب وآخرون Elsevier et al. v. Sci-Hub et al. ووثائق المحكمة المتعلقة بالقضية متاحة للعموم تحت ترخيص الملكية العامة. تدعي إلزفير أن ساي-هب تصل على نحو غير قانوني إلى حسابات الطلبة والمؤسسات لتوفير وصول مجاني للمقالات عبر منصة إلزفير ScienceDirect ساينس ديركت. والقضية تعد معقدة لأن المستودع مستضاف في سانت بطرسبرج، روسيا، وهو ما يجعل استهدافه صعبًا ضمن النظام القضائي في الولايات المتحدة. وهناك قضية أخرى مرفوعة ضد لايبراري جنسس، الذي ربما يكون مستضافًا في هولندا أو في روسيا أيضًا. ومع أن العنوان sci-hub.org قد جرى التحفظ عليه بأمر من محكمة مقاطعة نيو يورك في 28 أكتوبر 2015، يظل الموقع، ابتداءً من ديسمبر 2015، متاحًا عبر نطاقات بديلة وكذلك باستخدام شبكة تور.
استشهدت ألكسندرا إلبكيان بالمادة 27 من الإعلان العالمي لحقوق الإنسان «بمشاركة التقدم العلمي وفوائده». وعبرت مؤسسة الجبهة الإلكترونية عن دعمها لساي-هب والموقع الشقيق له ليبراري جنسس. وبعد نجاح إلزفير في قضية 2015، كتب مجموعة من الباحثين والكتاب والفنانين رسالة مفتوحة دعمًا لساي-هب ولايبراري جنسس، ووصفوا القضية بأنها ضربة كبيرة للباحثين حول العالم، وقالوا أنها «تقلل من قيمتنا نحن، المؤلفون والمحررون والقراء على السواء. إنها تتطفل على جهدنا، وتخنق خدمتنا للعامة، وتمنعنا من الولوج».

## وصلات خارجية
- روبن هود العلوم: الباحثة التي أتاحت الأبحاث العلمية للجميع. حبر نقلًا عن BigThink.